# Emil Hamar (1948)
Emil Hamar (* 27. února 1948 Bratislava) je bývalý československý fotbalový útočník slovenské národnosti.

## Fotbalová kariéra
V československé lize hrál za Slavii Praha a Zbrojovku Brno. Nastoupil ve 121 ligových utkáních a dal 19 gólů. V Poháru UEFA nastoupil ve 3 utkáních (1967/68: 2 / 0, 1968/69: 1 / 0). Za dorosteneckou reprezentaci nastoupil v 10 utkáních a dal 4 góly, za olympijskou reprezentaci nastoupil v 1 utkání. V nižších soutěžích hrál i za VCHZ Pardubice a Zbrojovku Vsetín. Za Slavii nastoupil celkem ve 150 utkáních a dal 66 gólů.
Po 21. srpnu 1968 emigroval do Západního Německa, kde se neúspěšně pokoušel získat angažmá a zanedlouho se vrátil. To patrně vedlo StB k zájmu o jeho osobu. V Archivu bezpečnostních složek je veden jako agent Státní bezpečnosti pod krycím jménem Hráč.

## Ligová bilance
| Ročník                                   | Zápasy | Góly | Klub                |
| ---------------------------------------- | ------ | ---- | ------------------- |
| 1. československá fotbalová liga 1967/68 | 24     | 5    | SK Slavia Praha     |
| 1. československá fotbalová liga 1968/69 | 11     | 4    | SK Slavia Praha     |
| 1. československá fotbalová liga 1969/70 | 27     | 3    | SK Slavia Praha     |
| 1. československá fotbalová liga 1970/71 | 5      | 0    | SK Slavia Praha     |
| 2. československá fotbalová liga 1970/71 | –      | –    | TJ VCHZ Pardubice   |
| 2. československá fotbalová liga 1971/72 | –      | –    | TJ VCHZ Pardubice   |
| 2. československá fotbalová liga 1972/73 | –      | –    | TJ VCHZ Pardubice   |
| 2. československá fotbalová liga 1973/74 | –      | –    | TJ VCHZ Pardubice   |
| 1. československá fotbalová liga 1973/74 | 21     | 2    | TJ Zbrojovka Brno   |
| 1. československá fotbalová liga 1974/75 | 13     | 3    | TJ Zbrojovka Brno   |
| 1. československá fotbalová liga 1975/76 | 17     | 3    | TJ Zbrojovka Brno   |
| 1. československá fotbalová liga 1976/77 | 3      | 0    | TJ Zbrojovka Brno   |
| 1. československá fotbalová liga 1977/78 | 0      | 0    | TJ Zbrojovka Brno   |
| 2. československá fotbalová liga 1977/78 | –      | –    | TJ Zbrojovka Vsetín |
| 2. československá fotbalová liga 1978/79 | –      | –    | TJ Zbrojovka Vsetín |
| CELKEM                                   | 121    | 19   |                     |